# 斯氏飛魚
斯氏飛魚（学名：Cypselurus starksi），又名斯氏燕鰩魚，为飛魚科燕鰩魚屬下的一个种。